# Ana Šimić
Ana Šimić (Croacia, 5 de mayo de 1990) es una atleta croata, especialista en la prueba de salto de altura en la que llegó a ser medallista de bronce europea en 2014.

## Carrera deportiva
En el Campeonato Europeo de Atletismo de 2014 ganó la medalla de bronce en el salto de altura, con un salto por encima de 1.99 metros, siendo superada por la española Ruth Beitia (oro con 2.01 metros) y la rusa Mariya Kuchina (plata también con 1.99 m pero en menos intentos).